# Cá bơn bình hoa
Cá bơn bình hoa, tên khoa học Pardachirus pavoninus, là một loài cá bơn trong họ cá Soleidae. Chúng thường được tìm thấy từ các bờ biển của Sri Lanka đến Samoa, Tonga, Nhật Bản và Úc.